# Saint-Denis-du-Béhélan
Saint-Denis-du-Béhélan est une ancienne commune française, située dans le département de l'Eure en région Normandie, devenue le 1er janvier 2016 une commune déléguée au sein de la commune nouvelle de Marbois.

## Toponymie
Le Béhélan est le nom d'un hameau de la commune, auquel a été associé le vocable de l'église construite en un autre lieu, son nom est attesté sous les formes Breherlant en 1164 (charte de Gislebert Crespin) ; Behelan, Bruerland en 1168 et vers 1180 ; Breellent vers 1180 (charte de Robert aux blanches mains) ; Bruherlan en 1194 ; Broherland, Broherlant (grande ch. de Lyre) et Breellant au XIIe siècle ; Sanctus Dionisius de Bruellant en 1301, Saint Denis de Behelan en 1657 et vers 1304 (charte de Mathieu des Essarts, évêque d’Évreux).
Le nom de la localité est attesté sous la forme Sanctus Dionisius de Bruellant en 1301, Saint Denis de Behelan en 1657.
Le livre L’origine et la formation des noms de lieu par Hyppolyte Cocheris (1829-1882 est un bibliothécaire, historien et homme politique français) dit aux pages 30 et 31 (voir ci-dessous) :
Béhélant vient de Behellant qui viendrait de Boherlant, Bruerlant, Bruellant, Breelland ce qui voudrait dire Breuil ou parc d’Herlant.
Du site Vauhallan sur la commune de Vauhallan en Essonne je reproduis : Toponymie
Le nom de la localité est attesté anciennement sous la forme latinisée Valli Hellandi en 1281, Vallis Hellandi au XIIe siècle et Vallis Halani (sans date), Vauherland ou Vauhalant en 1370.
La commune fut créée en 1793 sous le nom de Vanhallan, le Bulletin des lois de 1801 introduisit la version Vaux-Challan et Vauhallan.
Cette formation toponymique est comparable à d'autres dans la région parisienne, par exemple  (Vallis Crisonis au XIe siècle) composé avec le nom de personne germanique Crisso, et à Vaudherland (Vallis Derlandi au XIIIe siècle), composé soit avec la préposition de, c'est-à-dire d'Herland, soit avec le nom de personne germanique Darland.
Il s'agit d'une formation toponymique médiévale en Vau-, forme issu de val « petite vallée », dont le [l] s'est souvent vocalisé devant une autre consonne, ici anciennement [h]. 
Le second élément est sans doute le nom de personne germanique Hariland devenu Helland / Hallan par assimilation de [r] à [l] et [a] par fausse régression . On le retrouve dans les noms de famille Herland, Herlant et Hallant, encore fréquents au nord de la France.

## Politique et administration
| Période                                  | Période    | Identité          | Étiquette | Qualité |
| ---------------------------------------- | ---------- | ----------------- | --------- | ------- |
| Les données manquantes sont à compléter. |            |                   |           |         |
| mars 2008                                | 31/12/2015 | Eric Wohlschlegel |           |         |

## Démographie
L'évolution du nombre d'habitants est connue à travers les recensements de la population effectués dans la commune depuis 1793. À partir du 1er janvier 2009, les populations légales des communes sont publiées annuellement dans le cadre d'un recensement qui repose désormais sur une collecte d'information annuelle, concernant successivement tous les territoires communaux au cours d'une période de cinq ans. 
Pour les communes de moins de 10 000 habitants, une enquête de recensement portant sur toute la population est réalisée tous les cinq ans, les populations légales des années intermédiaires étant quant à elles estimées par interpolation ou extrapolation. Pour la commune, le premier recensement exhaustif entrant dans le cadre du nouveau dispositif a été réalisé en 2006,.
En 2013, la commune comptait 205 habitants, en évolution de +33,99 % par rapport à 2008 (Eure : +2,66 %, France hors Mayotte : +2,49 %).
| 1793 | 1800 | 1806 | 1821 | 1831 | 1836 | 1841 | 1846 | 1851 |
| ---- | ---- | ---- | ---- | ---- | ---- | ---- | ---- | ---- |
| 225  | 151  | 252  | 235  | 206  | 199  | 215  | 225  | 214  |

| 1856 | 1861 | 1866 | 1872 | 1876 | 1881 | 1886 | 1891 | 1896 |
| ---- | ---- | ---- | ---- | ---- | ---- | ---- | ---- | ---- |
| 203  | 203  | 190  | 193  | 180  | 174  | 181  | 172  | 158  |

| 1901 | 1906 | 1911 | 1921 | 1926 | 1931 | 1936 | 1946 | 1954 |
| ---- | ---- | ---- | ---- | ---- | ---- | ---- | ---- | ---- |
| 164  | 163  | 135  | 141  | 128  | 133  | 116  | 127  | 123  |

| 1962 | 1968 | 1975 | 1982 | 1990 | 1999 | 2006 | 2011 | 2013 |
| ---- | ---- | ---- | ---- | ---- | ---- | ---- | ---- | ---- |
| 129  | 121  | 110  | 134  | 152  | 145  | 146  | 193  | 205  |

## Culture locale et patrimoine

### Lieux et monuments
- Château de Limeux, détruit volontairement en 2010 par son propriétaire. Néanmoins, les servitudes originelles subsistent[8].

### Patrimoine naturel

#### Site inscrit
- Le château de Limeux  Site inscrit (1934)[9].